# باتريشيا خافيير
باتريشيا خافيير-والشر هي ممثلة فلبينية اشتهرت بسبب فيلم Ang Kabit ni Mrs. مونتيرو. غالبًا ما ينتهي به الأمر في الأفلام المثيرة. وهي أيضًا مغنية رائعة، وهي معروفة في هابلوس باسم ميندا لوتشيانو ألونزو.